# Brachythecium subfalcatum
Brachythecium subfalcatum är en bladmossart som beskrevs av Warnstorf 1899. Brachythecium subfalcatum ingår i släktet gräsmossor, och familjen Brachytheciaceae. Inga underarter finns listade i Catalogue of Life.